# Катастрофа BAC 1-11 под Буэнос-Айресом
Катастрофа BAC 1-11 под Буэнос-Айресом — авиационная катастрофа, пассажирского самолёта BAC 1-11 авиакомпании Austral Líneas Aéreas, выполнявшим рейс 901 Сан-Мигель-де-Тукуман — Буэнос-Айрес, произошедшая в четверг 7 мая 1981 года.
Рейс вылетел из аэропорта Бенхамин Матьенсо в 9:11 по местному времени. До момента захода на посадку полёт проходил без происшествий. В 10:42 самолёт начал снижение для посадки. Однако вследствие ухудшившейся из-за плохой погоды видимости командир корабля принял решение прервать заход на посадку и уйти на второй круг. При повторном заходе на посадку самолёт попал в грозовое облако, команда потеряла контроль над самолётом, и он рухнул в реку. Все 26 пассажиров и 5 членов экипажа погибли.
После 42 дней поисков удалось обнаружить лишь 55—65 % фрагментов самолёта. Бортовой самописец и магнитофон так и не были обнаружены. Комиссия, проводившая расследование, возложила вину за инцидент на пилотов, неверно оценивших метеорологические условия и недооценивших опасность начавшейся грозы.